# Nekrolog März 2020
Nekrolog
◄◄
| ◄
| 2016
| 2017
| 2018
| 2019
| 2020 | 2021 | 2022 | 2023 | 2024 | ►
Januar |
Februar |
März |
April |
Mai |
Juni |
Juli |
August |
September |
Oktober |
November |
Dezember 2020
Weitere Ereignisse | Allgemeiner Nekrolog 2020
Die Beschreibung der verstorbenen Person sollte so kurz wie möglich gehalten sein und nur deren signifikante Tätigkeit(en) enthalten.
Neue Namen ggf. auch unter dem Geburts- und Sterbedatum, also etwa unter 1. Januar und im Geburts- und Sterbejahr (2024) eintragen (nur bei entsprechender großer Wichtigkeit). Für Beispiele siehe die schon vorhandenen Artikel.
Außerdem über die fünf zuletzt Verstorbenen, zu denen es einen ausreichend guten Artikel für eine Präsentation auf der Hauptseite gibt, nach der todesbedingten Überarbeitung der Artikel ggf. auch unter Wikipedia Diskussion:Hauptseite informieren und sie am besten auch in den anderen Wikipedia-Sprachversionen eintragen. Tipp: Regelmäßig bei news.google.de nach „ist tot“, „gestorben“ oder „verstorben“ suchen.
Wenn eine Person gestorben ist, gibt es viele Seiten zu dieser Person in der Wikipedia, die davon auch betroffen sind und entsprechend aktualisiert werden müssen. Beispiele: Namenübersichtsseite, Geburtsjahr, Geburtsort-Seiten und viele mehr.
Wie finde ich die betroffenen Seiten?
Im Suchfeld auf der linken Seite gibt man den Suchbegriff so ein: „Vorname Nachname“. Dann klickt man auf Volltext und alle Seiten mit entsprechendem Suchtext werden aufgerufen. Hier sieht man dann schnell, wo auch das Todesjahr Sinn macht oder sogar ein Teil des Artikels angepasst werden muss. Auch hilft das „Werkzeug“ auf der linken Seite sehr gut, um solche Seiten aufzufinden: „Links auf diese Seite“. Somit ist die Wikipedia wieder aktuell in allen Bereichen! Hinweis: bei Eintragung der Kategorie „Gestorben JAHR“ wird der Missbrauchsfilter 49 ausgelöst, was jedoch nicht schlimm ist. Siehe: Spezial:Missbrauchsfilter/49
Dies ist eine Liste von im März 2020 verstorbenen bekannten Persönlichkeiten. Die Einträge erfolgen innerhalb der einzelnen Daten alphabetisch sortiert. Tiere sind im Nekrolog für Tiere zu finden.

## März
Bearbeitungshinweis: Neue Todesfälle bitte nach Tagen geordnet eintragen. Die Todesfälle desselben Tages bitte in alphabetischer Reihenfolge absteigend einfügen.
| Tag      | Name                                      | Beruf, bekannt als                                                                                 | Alter | Beleg |
| -------- | ----------------------------------------- | -------------------------------------------------------------------------------------------------- | ----- | ----- |
| 31. März | Mark Asbel                                | sowjetisch-ukrainischer Physiker                                                                   | 87    |       |
| 31. März | Pierre Bénichou                           | französischer Journalist                                                                           | 82    |       |
| 31. März | Julie Bennett                             | US-amerikanische Schauspielerin und Synchronsprecherin                                             | 88    |       |
| 31. März | Rafael Berrio                             | spanischer Rockmusiker und -sänger                                                                 | 56    |       |
| 31. März | Zev Bufman                                | israelischer Schauspieler und Theaterproduzent                                                     | 89    |       |
| 31. März | Donna Caroll                              | argentinische Schauspielerin und Jazzsängerin                                                      | 81    |       |
| 31. März | Abd al-Halim Chaddam                      | syrischer Politiker                                                                                | 87    |       |
| 31. März | Michel Chodkiewicz                        | französischer Philosoph                                                                            | 91    |       |
| 31. März | Scott Colborn                             | US-amerikanischer UFO-Forscher und Radiomoderator                                                  | 69    |       |
| 31. März | Wiktar Daschkewitsch                      | belarussischer Schauspieler                                                                        | 75    |       |
| 31. März | Pape Diouf                                | senegalesisch-französischer Journalist und Fußballfunktionär                                       | 68    |       |
| 31. März | Herta Fauland                             | österreichische Schauspielerin                                                                     | 90    |       |
| 31. März | Rafael Gómez Nieto                        | spanischer Bürgerkriegs- und Weltkriegsveteran                                                     | 99    |       |
| 31. März | Andrew Jack                               | britischer Sprachtrainer und Schauspieler                                                          | 76    |       |
| 31. März | James Gordon, Baron Gordon of Strathblane | britischer Geschäftsmann und Politiker                                                             | 83    |       |
| 31. März | Janet Grice                               | US-amerikanische Klassik- und Jazzfagottistin, Lehrerin und Komponistin                            | ?     |       |
| 31. März | Eva Krížiková                             | slowakische Schauspielerin                                                                         | 85    |       |
| 31. März | Alex Layne                                | US-amerikanischer Jazzbassist                                                                      | 81    |       |
| 31. März | Hedgemon Lewis                            | US-amerikanischer Boxer                                                                            | 74    |       |
| 31. März | Reimar Lüst                               | deutscher Physiker und Wissenschaftsmanager                                                        | 97    |       |
| 31. März | Raphael S. Ndingi Mwana a'Nzeki           | kenianischer Erzbischof                                                                            | 88    |       |
| 31. März | Adolphe Nicolas                           | französischer Geologe und Geophysiker                                                              | 84    |       |
| 31. März | Víctor Nubla                              | spanischer Schriftsteller, Experimentalkomponist und -musiker sowie Illustrator                    | 63    |       |
| 31. März | Zoltán Peskó                              | ungarischer Dirigent                                                                               | 83    |       |
| 31. März | Gita Ramjee                               | südafrikanische Virologin                                                                          | 63    |       |
| 31. März | James A. Redden                           | US-amerikanischer Jurist und Politiker                                                             | 91    |       |
| 31. März | Wallace Roney                             | US-amerikanischer Jazztrompeter                                                                    | 59    |       |
| 31. März | Rainer Schmalz-Bruns                      | deutscher Politikwissenschaftler                                                                   | 65    |       |
| 30. März | Robert Andreozzi                          | französischer Opernsänger                                                                          | 87    |       |
| 30. März | Joe Ashton                                | britischer Politiker                                                                               | 86    |       |
| 30. März | Maurice Bidermann                         | französischer Unternehmer                                                                          | 87    |       |
| 30. März | Don Campbell                              | US-amerikanischer Tänzer                                                                           | 69    |       |
| 30. März | Wilhelm Burmann                           | US-amerikanischer Ballettlehrer                                                                    | 80    |       |
| 30. März | Arianne Caoili                            | australische Schachspielerin                                                                       | 33    |       |
| 30. März | Judy Drucker                              | US-amerikanische Musikmanagerin                                                                    | 91    |       |
| 30. März | Louise Ebrel                              | französische Sängerin der bretonischen Musik                                                       | 87    |       |
| 30. März | Raymond L. Erikson                        | US-amerikanischer Molekularbiologe                                                                 | 84    |       |
| 30. März | Kurt W. Fischer                           | US-amerikanischer Soziologe und Entwicklungstheoretiker                                            | 76    |       |
| 30. März | Manolis Glezos                            | griechischer Widerstandskämpfer und Politiker                                                      | 97    |       |
| 30. März | James T. Goodrich                         | US-amerikanischer Hirnchirurg                                                                      | 73    |       |
| 30. März | Hau Pei-tsun                              | taiwanischer Militär und Politiker                                                                 | 100   |       |
| 30. März | Hilary Heath                              | britische Schauspielerin und Produzentin                                                           | 74    |       |
| 30. März | Eva Hesse                                 | deutsche Autorin und Übersetzerin                                                                  | 95    |       |
| 30. März | Wolf Hobohm                               | deutscher Musikwissenschaftler                                                                     | 82    |       |
| 30. März | Rüdiger Klessmann                         | deutscher Kunsthistoriker                                                                          | 93    |       |
| 30. März | Marianne Koch                             | deutsche Pädagogin und Theologin                                                                   | 89    |       |
| 30. März | Wolfgang Lindow                           | deutscher Germanist und Volkskundler                                                               | 87    |       |
| 30. März | Ivo Mahlknecht                            | italienischer Skirennläufer                                                                        | 80    |       |
| 30. März | Rolf Massin                               | deutscher Autor und Philosoph                                                                      | 80    |       |
| 30. März | Ashley Mote                               | britischer Politiker                                                                               | 84    |       |
| 30. März | Kwasi Owusu                               | ghanaischer Fußballspieler                                                                         | 74    |       |
| 30. März | Tomie dePaola                             | US-amerikanischer Kinderbuchautor und -illustrator                                                 | 85    |       |
| 30. März | Gerhardt Petersen                         | grönländischer Politiker und Unternehmer                                                           | 64    |       |
| 30. März | Riachão                                   | brasilianischer Samba-Musiker                                                                      | 98    |       |
| 30. März | Holger Schutkowski                        | deutscher Anthropologe                                                                             | 63    |       |
| 30. März | Folke Sjöqvist                            | schwedischer Pharmakologe                                                                          | 86    |       |
| 30. März | Degenhard Sommer                          | deutscher Architekt                                                                                | 89    |       |
| 30. März | Mychajlo Storoschenko                     | sowjetischer Leichtathlet                                                                          | 82    |       |
| 30. März | Gerhard Wanner                            | deutscher Fußballspieler                                                                           | 81    |       |
| 30. März | Mauricio Wild                             | ecuadorianischer Reformpädagoge                                                                    | ≈83   |       |
| 30. März | Bill Withers                              | US-amerikanischer Sänger und Songschreiber                                                         | 81    |       |
| 30. März | Joachim Yhombi-Opango                     | kongolesischer Politiker                                                                           | 81    |       |
| 29. März | Claude Abadie                             | französischer Bankmanager und Jazzmusiker                                                          | 100   |       |
| 29. März | Philip Warren Anderson                    | US-amerikanischer Physiker                                                                         | 96    |       |
| 29. März | Attilio Bignasca                          | Schweizer Politiker und Unternehmer                                                                | 76    |       |
| 29. März | Juri Bondarew                             | sowjetischer bzw. russischer Schriftsteller                                                        | 96    |       |
| 29. März | José Luis Capón                           | spanischer Fußballspieler                                                                          | 72    |       |
| 29. März | Christopher Dannenmann                    | deutscher Pfarrer                                                                                  | 81    |       |
| 29. März | Joe Diffie                                | US-amerikanischer Country-Sänger                                                                   | 61    |       |
| 29. März | Greg Farrell                              | US-amerikanischer Schulreformer                                                                    | 84    |       |
| 29. März | Robert H. Garff                           | US-amerikanischer Politiker                                                                        | 77    |       |
| 29. März | Heinrich Grieshaber                       | deutscher Unternehmer                                                                              | 71    |       |
| 29. März | Christian Hauck                           | deutscher Politiker                                                                                | 81    |       |
| 29. März | Dave Hildinger                            | US-amerikanischer Jazz- und Unterhaltungsmusiker sowie Filmkomponist                               | 91    |       |
| 29. März | Milan Knobloch                            | tschechischer Bildhauer und Medailleur                                                             | 98    |       |
| 29. März | Adilja Kotowskaja                         | sowjetische bzw. russische Physiologin                                                             | 92    |       |
| 29. März | Maria Mercader                            | US-amerikanische Journalistin                                                                      | 54    |       |
| 29. März | Alan Merrill                              | US-amerikanischer Musiker                                                                          | 69    |       |
| 29. März | Joseph O’Hare                             | US-amerikanischer Ordensgeistlicher und Universitätspräsident                                      | 89    |       |
| 29. März | Jamary Oliveira                           | brasilianischer Komponist                                                                          | 76    |       |
| 29. März | Krzysztof Penderecki                      | polnischer Komponist und Dirigent                                                                  | 86    |       |
| 29. März | James Ramsden                             | britischer Politiker                                                                               | 96    |       |
| 29. März | Francis Rapp                              | französischer Mediävist                                                                            | 93    |       |
| 29. März | Lothar Schäfer                            | deutsch-US-amerikanischer Physikochemiker                                                          | 80    |       |
| 29. März | Alfred Schönfelder                        | deutscher Dirigent und Komponist                                                                   | 95    |       |
| 29. März | David Schramm                             | US-amerikanischer Schauspieler                                                                     | 73    |       |
| 29. März | Klaus-Jürgen Sembach                      | deutscher Ausstellungsarchitekt                                                                    | 86    |       |
| 29. März | Ken Shimura                               | japanischer Komiker                                                                                | 70    |       |
| 29. März | Henri Tincq                               | französischer Journalist und Buchautor                                                             | 74    |       |
| 28. März | Annemarie Brunner                         | österreichische Politikerin                                                                        | 63    |       |
| 28. März | Friedrich-Wilhelm Busse                   | deutscher Tierarzt, Kommunalpolitiker und Heimatforscher                                           | 67    |       |
| 28. März | John Callahan                             | US-amerikanischer Schauspieler                                                                     | 66    |       |
| 28. März | Lyn Christie                              | australischer Jazz-Bassist und Hochschullehrer                                                     | 91    |       |
| 28. März | Winicjusz Chróst                          | polnischer Jazzgitarrist                                                                           | 68    |       |
| 28. März | Regy Clasen                               | deutsche Sängerin                                                                                  | 48    |       |
| 28. März | Tom Coburn                                | US-amerikanischer Politiker                                                                        | 72    |       |
| 28. März | Klaus Daweke                              | deutscher Politiker                                                                                | 76    |       |
| 28. März | Patrick Devedjian                         | französischer Politiker                                                                            | 75    |       |
| 28. März | Willy Diméglio                            | französischer Politiker                                                                            | 85    |       |
| 28. März | Lonnie David Franklin Jr.                 | US-amerikanischer Serienmörder                                                                     | 67    |       |
| 28. März | Gerhard Friedrich                         | deutscher Schauspieler                                                                             | 80    |       |
| 28. März | Robert H. Garff                           | US-amerikanischer Politiker                                                                        | 77    |       |
| 28. März | Wolfgang Glaeser                          | deutscher Politiker                                                                                | 79    |       |
| 28. März | Rodolfo González Rissotto                 | uruguayischer Politiker                                                                            | 70    |       |
| 28. März | William B. Helmreich                      | US-amerikanischer Soziologe und Judaist                                                            | 74    |       |
| 28. März | Jan Howard                                | US-amerikanische Country-Sängerin                                                                  | 91    |       |
| 28. März | Pearson Jordan                            | barbadischer Leichtathlet                                                                          | 69    |       |
| 28. März | Azam Khan                                 | pakistanischer Squashspieler                                                                       | 95    |       |
| 28. März | Lou A. Kouvaris                           | US-amerikanischer Gitarrist                                                                        | 66    |       |
| 28. März | Jörn Kubicki                              | deutscher Neurologe                                                                                | 54    |       |
| 28. März | Artur Leenders                            | deutscher Schriftsteller, Arzt und Politiker                                                       | 66    |       |
| 28. März | Hans-Otto Peters                          | deutscher Fußballspieler und -trainer                                                              | 78    |       |
| 28. März | Barbara Rütting                           | deutsche Schauspielerin, Schriftstellerin und Politikerin                                          | 92    |       |
| 28. März | Thomas Schäfer                            | deutscher Politiker                                                                                | 54    |       |
| 28. März | Thomas Schmitt                            | deutscher Dokumentarfilmer                                                                         | 70    |       |
| 28. März | Bubbha Thomas                             | US-amerikanischer Schlagzeuger und Musikpädagoge                                                   | 82    |       |
| 28. März | Hertha Töpper                             | österreichische Opern- und Oratoriensängerin                                                       | 95    |       |
| 28. März | Edoardo Vesentini                         | italienischer Mathematiker und Politiker                                                           | 91    |       |
| 28. März | Salvador Vives                            | spanischer Schauspieler und Synchronsprecher                                                       | 77    |       |
| 27. März | Jacques F. Acar                           | französischer Mediziner und Mikrobiologe                                                           | 88    |       |
| 27. März | Roberto Alemann                           | argentinischer Autor, Rechtsanwalt und Politiker                                                   | 97    |       |
| 27. März | Joselita Alvarenga                        | brasilianische Schauspielerin                                                                      | 85    |       |
| 27. März | Bob Andy                                  | jamaikanischer Reggaesänger                                                                        | 75    |       |
| 27. März | Daniel Azulay                             | brasilianischer Fernsehmoderator und Cartoonist                                                    | 72    |       |
| 27. März | Antonio Nonato Lima Gomes                 | brasilianischer Politiker und Stadtpräfekt                                                         | 67    |       |
| 27. März | Nicolaus zu Bentheim                      | deutscher Grafiker, Maler, Bühnenbildner und Messedesigner                                         | 95    |       |
| 27. März | Ahmad Djuhara                             | indonesischer Architekt                                                                            | 54    |       |
| 27. März | Carl Friedman                             | niederländische Schriftstellerin                                                                   | 67    |       |
| 27. März | Harriet Glickman                          | US-amerikanische Lehrerin und Comicberaterin                                                       | 93    |       |
| 27. März | Hamed Karoui                              | tunesischer Politiker                                                                              | 92    |       |
| 27. März | Fritz Kreidt                              | deutscher Maler                                                                                    | 83    |       |
| 27. März | Stefan Lippe                              | deutscher Versicherungsmanager                                                                     | 64    |       |
| 27. März | Hans-Dieter Lösenbeck                     | deutscher Journalist                                                                               | 86    |       |
| 27. März | Joseph Lowery                             | US-amerikanischer Pfarrer und Bürgerrechtsaktivist                                                 | 98    |       |
| 27. März | Michael McKinnell                         | britisch-US-amerikanischer Architekt                                                               | 84    |       |
| 27. März | Beni Prasad Verma                         | indischer Politiker                                                                                | 79    |       |
| 27. März | Christoph Rueger                          | deutscher Musikautor                                                                               | 77    |       |
| 27. März | Wo Sarazen                                | deutscher Künstler                                                                                 | 96    |       |
| 27. März | Randolph Stewart                          | schottischer Peer                                                                                  | 91    |       |
| 27. März | Imam Suroso                               | indonesischer Politiker                                                                            | 56    |       |
| 27. März | Hans Wallbaum                             | deutscher Schlagzeuger                                                                             | 70    |       |
| 27. März | Delroy Washington                         | britisch-jamaikanischer Reggaesänger                                                               | 67    |       |
| 27. März | Franz Wörle                               | deutscher Bildhauer                                                                                | 68    |       |
| 26. März | Roger Baens                               | belgischer Radrennfahrer                                                                           | 86    |       |
| 26. März | Robert Barth                              | US-amerikanischer Aquanaut                                                                         | 89    |       |
| 26. März | Liyna Anwar                               | US-amerikanische Journalistin und Aktivistin                                                       | 30    |       |
| 26. März | Fritz Beske                               | deutscher Arzt, Gesundheitspolitiker und Politikberater                                            | 97    |       |
| 26. März | María Teresa de Borbón-Parma              | spanische Soziologin                                                                               | 86    |       |
| 26. März | Jennifer Clack                            | britische Paläontologin                                                                            | 72    |       |
| 26. März | Menggie Cobarrubias                       | philippinischer Schauspieler                                                                       | 66    |       |
| 26. März | Franz Emans                               | deutscher Fußballspieler                                                                           | 69    |       |
| 26. März | Hermann Focke                             | deutscher Bildhauer, Zeichner und Maler                                                            | 96    |       |
| 26. März | Jakub Genjac                              | bosnischer Basketballspieler                                                                       | 52    |       |
| 26. März | Jean Ginibre                              | französischer Physiker                                                                             | 82    |       |
| 26. März | Satish Gujral                             | indischer Maler und Bildhauer                                                                      | 94    |       |
| 26. März | Michel Hidalgo                            | französischer Fußballspieler und -trainer                                                          | 87    |       |
| 26. März | Bernhard Hollemann                        | österreichischer Maler und Zeichner                                                                | 84    |       |
| 26. März | Olle Holmquist                            | schwedischer Jazzmusiker                                                                           | 83    |       |
| 26. März | Rolf Huisgen                              | deutscher Chemiker                                                                                 | 99    |       |
| 26. März | Oscar Ichazo                              | bolivianischer Philosoph                                                                           | ≈88   |       |
| 26. März | Gerhard Kühne                             | deutscher Werkstoffwissenschaftler                                                                 | 85    |       |
| 26. März | Frederick „Curly“ Neal                    | US-amerikanischer Basketballspieler                                                                | 77    |       |
| 26. März | Bob Ojeda                                 | US-amerikanischer Jazzmusiker                                                                      | 78    |       |
| 26. März | Lawrence R. Pomeroy                       | US-amerikanischer Ökologe                                                                          | 94    |       |
| 26. März | Suellen Rocca                             | US-amerikanische Künstlerin                                                                        | 76    |       |
| 26. März | Luigi Roni                                | italienischer Opernsänger                                                                          | 78    |       |
| 26. März | Simeon Shterev                            | bulgarischer Flötist und Komponist                                                                 | 76    |       |
| 26. März | John Sears                                | US-amerikanischer Jurist und Politikstratege                                                       | 79    |       |
| 26. März | Michael Sorkin                            | US-amerikanischer Architekturkritiker und -theoretiker                                             | 71    |       |
| 26. März | Scott Steed                               | US-amerikanischer Jazzmusiker                                                                      | 62    |       |
| 26. März | Robin Thomas                              | tschechischer Mathematiker                                                                         | 57    |       |
| 26. März | Gábor Turányi                             | ungarischer Architekt                                                                              | 71    |       |
| 26. März | Michael J. Tyler                          | australischer Herpetologe                                                                          | 82    |       |
| 26. März | Walter Wegmüller                          | Schweizer Maler                                                                                    | 83    |       |
| 26. März | Fritz Wickenhäuser                        | deutscher Betriebswirt und Hotelier                                                                | 75    |       |
| 26. März | Karsten Wiebke                            | deutscher Politiker                                                                                | 81    |       |
| 26. März | Hamish Wilson                             | britischer Schauspieler und Radioproduzent                                                         | 77    |       |
| 26. März | Jimmy Wynn                                | US-amerikanischer Baseballspieler                                                                  | 78    |       |
| 26. März | Daniel Yuste                              | spanischer Radrennfahrer                                                                           | 75    |       |
| 25. März | Harry Aarts                               | niederländischer Politiker                                                                         | 90    |       |
| 25. März | Peter Andraschke                          | deutscher Musikwissenschaftler                                                                     | 80    |       |
| 25. März | Mark Blum                                 | US-amerikanischer Schauspieler                                                                     | 69    |       |
| 25. März | Floyd Cardoz                              | indisch-US-amerikanischer Koch                                                                     | 59    |       |
| 25. März | William A. Cassidy                        | US-amerikanischer Geologe                                                                          | 92    |       |
| 25. März | Dario Gabbai                              | griechischer Holocaustüberlebender                                                                 | 97    |       |
| 25. März | Martinho Lutero Galati de Oliveira        | brasilianischer Dirigent                                                                           | 66    |       |
| 25. März | Paul Goma                                 | rumänischer Schriftsteller und Dissident                                                           | 84    |       |
| 25. März | Theodore W. Jennings                      | US-amerikanischer Theologe                                                                         | 77    |       |
| 25. März | Pieter Andreas Kemper                     | niederländischer Fußballspieler                                                                    | 77    |       |
| 25. März | Dietrich Koch                             | deutscher Physiker und Philosoph                                                                   | 82    |       |
| 25. März | Henk Kronenberg                           | niederländischer Bischof                                                                           | 85    |       |
| 25. März | Liesbeth List                             | niederländische Sängerin                                                                           | 78    |       |
| 25. März | Joseph Ma Zhongmu                         | chinesischer Bischof                                                                               | 100   |       |
| 25. März | Inna Makarowa                             | sowjetische bzw. russische Schauspielerin                                                          | 93    |       |
| 25. März | Richard Marek                             | US-amerikanischer Herausgeber                                                                      | 86    |       |
| 25. März | Landon Montgomery                         | US-amerikanischer Spiele-Entwickler und Produzent                                                  | 46    |       |
| 25. März | Angelo Moreschi                           | italienischer Bischof                                                                              | 67    |       |
| 25. März | Vusamazulu Credo Mutwa                    | südafrikanischer Sangoma                                                                           | 98    |       |
| 25. März | Nimmi                                     | indische Schauspielerin                                                                            | 87    |       |
| 25. März | Jamal Aldin Omar Ibrahim                  | sudanesischer Politiker                                                                            | 60    |       |
| 25. März | Gabriel Poole                             | australischer Architekt                                                                            | 85    |       |
| 25. März | Leze Qena                                 | kosovarische Schauspielerin                                                                        | 85    |       |
| 25. März | Richard Reeves                            | US-amerikanischer Journalist und Autor                                                             | 83    |       |
| 25. März | Freddy Rodriguez senior                   | US-amerikanischer Jazzmusiker                                                                      | 89    |       |
| 25. März | Garret T. Sato                            | US-amerikanischer Schauspieler                                                                     | 55    |       |
| 25. März | Winfrid Schneider                         | deutscher Paläontologe                                                                             | 81    |       |
| 24. März | Lorenzo Acquarone                         | italienischer Rechtsanwalt und Politiker                                                           | 89    |       |
| 24. März | Nihat Akbay                               | türkischer Fußballtorhüter                                                                         | 75    |       |
| 24. März | John Campbell-Jones                       | britischer Automobilrennfahrer                                                                     | 90    |       |
| 24. März | Hugh Conaghan                             | irischer Politiker (Fianna Fáil)                                                                   | 93    |       |
| 24. März | John Davies                               | australischer Schwimmer                                                                            | 90    |       |
| 24. März | Manu Dibango                              | kamerunischer Jazz-Musiker                                                                         | 86    |       |
| 24. März | George Dickie                             | US-amerikanischer Philosoph                                                                        | 93    |       |
| 24. März | John Eriksson                             | schwedischer Fußballspieler                                                                        | 91    |       |
| 24. März | Alfred Gomolka                            | deutscher Politiker und Geograph                                                                   | 77    |       |
| 24. März | Stuart Gordon                             | US-amerikanischer Regisseur                                                                        | 72    |       |
| 24. März | Rosl Kirchshofer                          | österreichische Zoologin                                                                           | 91    |       |
| 24. März | Wolfgang Marschner                        | deutscher Violinist, Dirigent und Komponist                                                        | 93    |       |
| 24. März | Terrence McNally                          | US-amerikanischer Dramatiker                                                                       | 81    |       |
| 24. März | John F. Murray                            | US-amerikanischer Mediziner                                                                        | 92    |       |
| 24. März | Allen G. Noble                            | US-amerikanischer Geograph                                                                         | 90    |       |
| 24. März | Juan Padrón                               | kubanischer Animationsfilmregisseur                                                                | 73    |       |
| 24. März | Marion Pein                               | deutsche Politikerin                                                                               | 71    |       |
| 24. März | Robert A. Rescorla                        | US-amerikanischer Psychologe                                                                       | 79    |       |
| 24. März | Bill Rieflin                              | US-amerikanischer Schlagzeuger                                                                     | 59    |       |
| 24. März | Tony Rutter                               | britischer Motorradrennfahrer                                                                      | 78    |       |
| 24. März | Alexei Schabat                            | russischer Physiker                                                                                | 82    |       |
| 24. März | Gerard Schurmann                          | britischer Komponist                                                                               | 96    |       |
| 24. März | Richard Sobol                             | US-amerikanischer Bürgerrechtler                                                                   | 82    |       |
| 24. März | Edward H. Tarr                            | US-amerikanischer Trompeter und Musikwissenschaftler                                               | 83    |       |
| 24. März | Ignacio Trelles                           | mexikanischer Fußballspieler und -trainer                                                          | 103   |       |
| 24. März | Albert Uderzo                             | französischer Comic-Zeichner                                                                       | 92    |       |
| 23. März | Rainer Agsten                             | deutscher Ingenieur                                                                                | 75    |       |
| 23. März | Laneeka Barksdale                         | US-amerikanische Tänzerin                                                                          | 47    |       |
| 23. März | Lucia Bosè                                | italienische Schauspielerin                                                                        | 89    |       |
| 23. März | Carole Brookins                           | US-amerikanische Geschäftsfrau und Regierungsbeamtin                                               | 76    |       |
| 23. März | Elton John Bruins                         | US-amerikanischer Theologe                                                                         | 92    |       |
| 23. März | Carlo Casini                              | italienischer Politiker                                                                            | 85    |       |
| 23. März | David Collings                            | britischer Schauspieler                                                                            | 79    |       |
| 23. März | Alfio Contini                             | italienischer Kameramann                                                                           | 92    |       |
| 23. März | Brian Crowe                               | britischer Diplomat                                                                                | 82    |       |
| 23. März | Gottfried Fischborn                       | deutscher Literatur- und Theaterwissenschaftler                                                    | 84    |       |
| 23. März | Apple Gabriel                             | jamaikanischer Reggaesänger                                                                        | 64    |       |
| 23. März | Tristan Garel-Jones                       | britischer Politiker                                                                               | 79    |       |
| 23. März | Bodo Heimeshoff                           | deutscher Bauingenieur                                                                             | 94    |       |
| 23. März | Nora Illi                                 | Schweizer Islam-Konvertitin und -Funktionärin                                                      | 35    |       |
| 23. März | Paul Kasmin                               | britisch-US-amerikanischer Galerist                                                                | 60    |       |
| 23. März | Robert Klapisch                           | französischer Physiker                                                                             | 87    |       |
| 23. März | Ilja Kremer                               | russischer bzw. sowjetischer Historiker und Germanist                                              | 98    |       |
| 23. März | Heinz Kurze                               | deutscher Hochschullehrer und Politfunktionär                                                      | 101   |       |
| 23. März | Pjotr Lyssenko                            | sowjetischer bzw. belarussischer Archäologe                                                        | 88    |       |
| 23. März | Zororo Makamba                            | simbabwischer Journalist und Fernsehmoderator                                                      | 30    |       |
| 23. März | Calogero Rizzuto                          | italienischer Architekt und Denkmalpfleger                                                         | 65    |       |
| 23. März | Lucien Sève                               | französischer marxistischer Philosoph                                                              | 93    |       |
| 23. März | Júlia Sigmond                             | rumänische Schriftstellerin, Schauspielerin und Esperantistin                                      | 90    |       |
| 23. März | Stanley Sporkin                           | US-amerikanischer Jurist                                                                           | 88    |       |
| 23. März | Nashom Wooden                             | US-amerikanischer Sänger und Dragqueen                                                             | 50    |       |
| 23. März | Idelle Weber                              | US-amerikanische Künstlerin                                                                        | 88    |       |
| 22. März | Maurice Berger                            | US-amerikanischer Kulturhistoriker, Kurator und Kunstkritiker                                      | 63    |       |
| 22. März | Branko Cikatić                            | kroatischer Kickboxer                                                                              | 65    |       |
| 22. März | Germà Colon                               | spanischer Romanist                                                                                | 91    |       |
| 22. März | Gabi Delgado-López                        | deutscher Komponist, Textdichter und Musikproduzent                                                | 61    |       |
| 22. März | Julie Felix                               | US-amerikanische Folk-Sängerin                                                                     | 81    |       |
| 22. März | Barbara Flemming                          | deutsche Turkologin                                                                                | 89    |       |
| 22. März | Ciprian Foias                             | rumänisch-US-amerikanischer Mathematiker                                                           | 86    |       |
| 22. März | Ifeanyi George                            | nigerianischer Fußballspieler                                                                      | 26    |       |
| 22. März | Norbert Gschwend                          | Schweizer Orthopäde                                                                                | 95    |       |
| 22. März | Peter Hallpap                             | deutscher Chemiker                                                                                 | 78    |       |
| 22. März | Mike Longo                                | US-amerikanischer Jazz-Musiker                                                                     | 83    |       |
| 22. März | Carmen de Mairena                         | spanische Coupletsängerin und Medienpersönlichkeit                                                 | 87    |       |
| 22. März | Daniel Edward Pilarczyk                   | US-amerikanischer Erzbischof                                                                       | 85    |       |
| 22. März | Thomas Schröder                           | deutscher Journalist                                                                               | 78    |       |
| 22. März | Ursula Schulze                            | deutsche Germanistin                                                                               | 83    |       |
| 22. März | Kurt Stempell                             | deutscher Politiker                                                                                | 81    |       |
| 22. März | Peter Truöl                               | deutsch-schweizerischer Experimentalphysiker                                                       | 80    |       |
| 22. März | Stuart Warren                             | britischer Chemiker                                                                                | 81    |       |
| 22. März | Eric Weissberg                            | US-amerikanischer Sänger und Musiker                                                               | 80    |       |
| 22. März | Jürg Zeltner                              | Schweizer Manager                                                                                  | 52    |       |
| 21. März | Aileen Baviera                            | philippinische Politologin und Sinologin                                                           | 60    |       |
| 21. März | Dov Ben-Meir                              | israelischer Politiker                                                                             | 92    |       |
| 21. März | Dmitri Bruns                              | estnischer Architekt                                                                               | 91    |       |
| 21. März | Neringa Dangvydė                          | litauische Schriftstellerin, Illustratorin, Literaturkritikerin, Übersetzerin und Bürgerrechtlerin | 44    |       |
| 21. März | Marguerite Derrida                        | französische Psychoanalytikerin und Übersetzerin                                                   | 87    |       |
| 21. März | Betty Dorsey                              | US-amerikanische Sängerin                                                                          | 74    |       |
| 21. März | Karl Theodor Geier                        | deutscher Jazz-Bassist                                                                             | 88    |       |
| 21. März | Edward Graham                             | britischer Politiker                                                                               | 94    |       |
| 21. März | Reinhard Grunwald                         | deutscher Jurist und Wissenschaftsmanager                                                          | 77    |       |
| 21. März | Eldred Jones                              | sierra-leonischer Literaturwissenschaftler                                                         | 95    |       |
| 21. März | Moriyuki Kato                             | japanischer Politiker                                                                              | 85    |       |
| 21. März | Sol Kerzner                               | südafrikanischer Unternehmer                                                                       | 84    |       |
| 21. März | Rainer Kokemohr                           | deutscher Erziehungswissenschaftler                                                                | 79    |       |
| 21. März | Herbert Kremp                             | deutscher Journalist und Publizist                                                                 | 91    |       |
| 21. März | Walter Kubanczyk                          | deutscher Fußballspieler und -trainer                                                              | 67    |       |
| 21. März | Erich Kypke                               | deutscher Endurosportler                                                                           | 84    |       |
| 21. März | Alain Lesire                              | belgischer Musiker                                                                                 | 82    |       |
| 21. März | Alain Macle                               | französischer Skispringer                                                                          | 75    |       |
| 21. März | Ray Mantilla                              | US-amerikanischer Schlagzeuger und Perkussionist                                                   | 85    |       |
| 21. März | Vintilă Mihăilescu                        | rumänischer Anthropologe                                                                           | 68    |       |
| 21. März | Hannelore Minkus                          | deutsche Schauspielerin und Synchronsprecherin                                                     | 91    |       |
| 21. März | Mariko Miyagi                             | japanische Sängerin, Schauspielerin, Regisseurin und Wohltäterin                                   | 93    |       |
| 21. März | Dirk W. Oetting                           | deutscher Jurist, Offizier und Publizist                                                           | 81    |       |
| 21. März | Alfred Ott                                | deutscher Fußballschiedsrichter                                                                    | 85    |       |
| 21. März | Soundaraj Periyanayagam                   | indischer Bischof                                                                                  | 70    |       |
| 21. März | Lorenzo Sanz                              | spanischer Unternehmer und Fußballfunktionär                                                       | 76    |       |
| 21. März | Hellmut Stern                             | deutscher Geiger                                                                                   | 91    |       |
| 20. März | Klaus Bähr                                | deutscher Kommunalpolitiker                                                                        | 81    |       |
| 20. März | Harold Bissner Jr.                        | US-amerikanischer Architekt                                                                        | 94    |       |
| 20. März | José María Candela                        | spanischer Sportjournalist                                                                         | 59    |       |
| 20. März | Tomás Díaz-Valdés Heras                   | spanischer Sportjournalist                                                                         | 78    |       |
| 20. März | Allah Ditta                               | pakistanischer Leichtathlet                                                                        | 87    |       |
| 20. März | Cristián González                         | chilenischer Fußballspieler                                                                        | 79    |       |
| 20. März | Pradip Kumar Banerjee                     | indischer Fußballspieler und -trainer                                                              | 83    |       |
| 20. März | Iryna Bekeschkina                         | ukrainische Soziologin                                                                             | 68    |       |
| 20. März | Amadeo Carrizo                            | argentinischer Fußballspieler                                                                      | 93    |       |
| 20. März | Belarmino Correa Yepes                    | kolumbianischer Bischof                                                                            | 89    |       |
| 20. März | Carlos Falcó, Marqués de Griñón           | spanischer Adeliger und Unternehmer                                                                | 83    |       |
| 20. März | Wilhelm Foissner                          | österreichischer Biologe                                                                           | 71    |       |
| 20. März | Klaus Gottstein                           | deutscher Physiker und Friedensforscher                                                            | 96    |       |
| 20. März | Eberhard Grashoff                         | deutscher Journalist                                                                               | 92    |       |
| 20. März | Johnny Harris                             | britischer Musiker und Komponist                                                                   | 87    |       |
| 20. März | Willigis Jäger                            | deutscher Benediktiner, Zen-Meister und Mystiker                                                   | 95    |       |
| 20. März | Friedhelm König                           | deutscher Berufsschullehrer und Autor                                                              | 88    |       |
| 20. März | Anne-Kathrein Kretzschmar                 | deutsche Schauspielerin                                                                            | 71    |       |
| 20. März | Werner Lorenz                             | deutscher Eishockeyspieler                                                                         | 83    |       |
| 20. März | Ali Habib Mahmud                          | syrischer General und Politiker                                                                    | 81    |       |
| 20. März | Justin Mulenga                            | sambischer Bischof                                                                                 | 65    |       |
| 20. März | Karin Oehler                              | deutsche Chanson- und Jazzsängerin                                                                 | 69    |       |
| 20. März | Piotr Pawlukiewicz                        | polnischer Theologe, Priester und Autor                                                            | 59    |       |
| 20. März | Juan José Pontaza                         | guatemaltekischer Radrennfahrer                                                                    | 73    |       |
| 20. März | Peter Riethe                              | deutscher Zahnmediziner                                                                            | 98    |       |
| 20. März | Francisco Rivas                           | costa-ricanischer Fußballspieler                                                                   | 95    |       |
| 20. März | Kenny Rogers                              | US-amerikanischer Country-Sänger                                                                   | 81    |       |
| 20. März | Shirin Schludermann                       | kanadische Psychologin und Professorin                                                             | 80    |       |
| 20. März | Borislav Stanković                        | jugoslawischer bzw. serbischer Basketballspieler, -trainer und -funktionär                         | 94    |       |
| 20. März | Hans R. Stoll                             | deutsch-US-amerikanischer Wirtschaftswissenschaftler                                               | 80    |       |
| 20. März | Sascha Oskar Weis                         | österreichischer Schauspieler                                                                      | 49    |       |
| 20. März | Michail Woloschin                         | russisch-US-amerikanischer Physiker                                                                | 66    |       |
| 20. März | Vladimír Zábrodský                        | tschechischer Eishockeyspieler und -trainer                                                        | 97    |       |
| 20. März | Edi Ziegler                               | deutscher Radrennfahrer                                                                            | 90    |       |
| 19. März | Alexander Abrahamowicz                    | österreichischer Pfarrer                                                                           | 93    |       |
| 19. März | Enrico Decleva                            | italienischer Historiker und Universitätspräsident                                                 | 78    |       |
| 19. März | Wray Downes                               | kanadischer Jazzpianist                                                                            | 89    |       |
| 19. März | Camille Fischbach                         | französischer Fußballspieler                                                                       | 87    |       |
| 19. März | Ummo Francksen                            | deutscher Arzt                                                                                     | 99    |       |
| 19. März | Faikah Güler                              | deutsche Transplantationsforscherin und Nephrologin                                                | 53    |       |
| 19. März | Claude Hillinger                          | deutscher Wirtschaftswissenschaftler                                                               | 89    |       |
| 19. März | Hamid Kahram                              | iranischer Politiker                                                                               | ≈61   |       |
| 19. März | Hans-Wiggo Knudsen                        | dänischer Kanute                                                                                   | 75    |       |
| 19. März | Lee Chi Hoon                              | südkoreanischer Schauspieler und Influencer                                                        | 32    |       |
| 19. März | Poul Lübcke                               | dänischer Philosoph                                                                                | 68    |       |
| 19. März | Aurlus Mabélé                             | kongolesischer Musiker und Komponist                                                               | 67    |       |
| 19. März | Joachim Mückenberger                      | deutscher Kulturwissenschaftler und Kulturpolitiker                                                | 93    |       |
| 19. März | Maria Neubrand                            | deutsche Theologin                                                                                 | 64    |       |
| 19. März | Arne Öhman                                | schwedischer Psychologe                                                                            | 76    |       |
| 19. März | Ramonzinho                                | brasilianischer Fußballspieler                                                                     | 21    |       |
| 19. März | Michael Sauberer                          | österreichischer Geograph                                                                          | 77    |       |
| 19. März | Johannes Selbertinger                     | deutscher Maler                                                                                    | 89    |       |
| 19. März | David Smallbone                           | britischer Wirtschaftswissenschaftler                                                              | 73    |       |
| 19. März | Josef Theurer                             | österreichischer Unternehmer                                                                       | 91    |       |
| 19. März | Alice Thormählen                          | deutsche Unternehmerin und Mäzenin                                                                 | 91    |       |
| 19. März | Peter Whittingham                         | englischer Fußballspieler                                                                          | 35    |       |
| 19. März | Nazzareno Zamperla                        | italienischer Schauspieler und Stuntman                                                            | 82    |       |
| 19. März | Harald Zimmermann                         | deutscher Historiker                                                                               | 93    |       |
| 18. März | David Bowker                              | britischer Segler                                                                                  | 98    |       |
| 18. März | Mark H. A. Davis                          | britischer Mathematiker                                                                            | 74    |       |
| 18. März | Erwin Drèze                               | belgischer Comiczeichner                                                                           | 59    |       |
| 18. März | Luciano Federici                          | italienischer Fußballspieler                                                                       | 81    |       |
| 18. März | Rudi Georgi                               | deutscher Politiker                                                                                | 92    |       |
| 18. März | Yoine Goldstein                           | kanadischer Politiker                                                                              | 85    |       |
| 18. März | Catherine Hamlin                          | australische Ärztin                                                                                | 96    |       |
| 18. März | Kenneth Kafui                             | Komponist und Musikpädagoge aus Ghana                                                              | 68    |       |
| 18. März | Patrick Le Lay                            | französischer Medienunternehmer                                                                    | 77    |       |
| 18. März | Hermann Meyer-Hartmann                    | deutscher Journalist und Publizist                                                                 | 91    |       |
| 18. März | Julia Miles                               | US-amerikanische Theaterproduzentin                                                                | 90    |       |
| 18. März | Patrick Nothomb                           | belgischer Diplomat                                                                                | 83    |       |
| 18. März | Georg Paulmichl                           | südtiroler Schriftsteller und Maler                                                                | ≈60   |       |
| 18. März | Joaquín Peiró                             | spanischer Fußballspieler und -trainer                                                             | 84    |       |
| 18. März | Wolfgang Pini                             | deutscher Ministerialbeamter                                                                       | 90    |       |
| 18. März | Anton J. Schmidt                          | deutscher Manager                                                                                  | 66    |       |
| 18. März | Harald Siebenmorgen                       | deutscher Kunsthistoriker                                                                          | 70    |       |
| 18. März | Juta Strīķe                               | lettische Politikerin und Beamtin                                                                  | 49    |       |
| 18. März | Alfred Worden                             | US-amerikanischer Astronaut                                                                        | 88    |       |
| 17. März | Michael Broadbent                         | britischer Weinkritiker                                                                            | 92    |       |
| 17. März | Vítor da Costa                            | osttimoresischer Politiker                                                                         | 69    |       |
| 17. März | Ernst Dunshirn                            | österreichischer Dirigent und Chorleiter                                                           | 85    |       |
| 17. März | Angelika Förster                          | deutsche Karateka                                                                                  | 64    |       |
| 17. März | Gerard Freedman                           | US-amerikanischer Theaterregisseur                                                                 | 92    |       |
| 17. März | Walentina Gagarina                        | sowjetische bzw. russische Medizinerin und Kosmonautengattin                                       | 84    |       |
| 17. März | Johan Goudsblom                           | niederländischer Soziologe                                                                         | 87    |       |
| 17. März | Maggie Griffin                            | US-amerikanische Schauspielerin                                                                    | 99    |       |
| 17. März | Johann Hofbauer                           | österreichischer Politiker                                                                         | 70    |       |
| 17. März | Piotr Jegor                               | polnischer Fußballspieler                                                                          | 51    |       |
| 17. März | Peter Kleinschmidt                        | deutscher Regisseur und Dramaturg                                                                  | 80    |       |
| 17. März | Andrew Lenard                             | US-amerikanischer Physiker                                                                         | 92    |       |
| 17. März | Eduard Limonow                            | russischer Schriftsteller und Politiker                                                            | 77    |       |
| 17. März | Carmelo Lisón Tolosana                    | spanischer Anthropologe                                                                            | 90    |       |
| 17. März | Roger Mayweather                          | US-amerikanischer Boxer und Boxtrainer                                                             | 58    |       |
| 17. März | Manuel Serifo Nhamadjo                    | guinea-bissauischer Politiker                                                                      | 61    |       |
| 17. März | Tupac Pinilla Núñez                       | kubanischer Drehbuchautor, Filmregisseur, Journalist und Schriftsteller                            | 47    |       |
| 17. März | Fridolin Schorz                           | deutscher Fußballspieler                                                                           | 83    |       |
| 17. März | Stephen Schwartz                          | US-amerikanischer Pathologe                                                                        | 78    |       |
| 17. März | Charles Trüb                              | Schweizer Kunstmaler                                                                               | 94    |       |
| 17. März | Lyle Waggoner                             | US-amerikanischer Schauspieler                                                                     | 84    |       |
| 17. März | Betty Williams                            | nordirische Friedensaktivistin                                                                     | 76    |       |
| 17. März | Malcolm Yardley                           | britischer Leichtathlet                                                                            | 79    |       |
| 16. März | Nicolas Alfonsi                           | französischer Politiker                                                                            | 83    |       |
| 16. März | Lynford Anderson                          | jamaikanischer Toningenieur, Sänger und Plattenproduzent                                           | 78    |       |
| 16. März | Jean-Michel Denis                         | französischer Journalist                                                                           | 67    |       |
| 16. März | Ranveig Frøiland                          | norwegische Politikerin                                                                            | 74    |       |
| 16. März | Hashem Bathayi Golpayegani                | iranischer Geistlicher                                                                             | 78    |       |
| 16. März | Karl Hoffmann                             | deutscher Fußballspieler                                                                           | 84    |       |
| 16. März | Bruno Lerho                               | deutscher Heimatkundler                                                                            | 83    |       |
| 16. März | Peter Möhrle                              | deutscher Unternehmer                                                                              | 87    |       |
| 16. März | Jason Rainey                              | US-amerikanischer Musiker                                                                          | 53    |       |
| 16. März | Heinz Rüterjans                           | deutscher Physikochemiker                                                                          | 84    |       |
| 16. März | Gertrud Steinl                            | deutsche Gerechte unter den Völkern                                                                | 97    |       |
| 16. März | Peter Valentiner                          | französischer Maler                                                                                | 78    |       |
| 16. März | Stuart Whitman                            | US-amerikanischer Schauspieler                                                                     | 92    |       |
| 16. März | Aytaç Yalman                              | türkischer General                                                                                 | 79    |       |
| 15. März | Gilbert Espinosa Chávez                   | US-amerikanischer Bischof                                                                          | 87    |       |
| 15. März | Suzy Delair                               | französische Schauspielerin und Sängerin                                                           | 102   |       |
| 15. März | Carl Dujat                                | deutscher Medizininformatiker und Verbandsfunktionär                                               | 56    |       |
| 15. März | Steve Eliovson                            | südafrikanischer Gitarrist                                                                         | ≈66   |       |
| 15. März | Manfred Feiler                            | deutscher Maler, Grafiker und Illustrator                                                          | 94    |       |
| 15. März | Wilhelm Gregor                            | österreichischer Basketballspieler und -schiedsrichter                                             | 77    |       |
| 15. März | Vittorio Gregotti                         | italienischer Architekt und Designer                                                               | 92    |       |
| 15. März | Matthias Grimm                            | deutscher Schauspieler, Hörspiel- und Synchronsprecher, Synchronautor und Dialogregisseur          | 76    |       |
| 15. März | Richard L. Hanna                          | US-amerikanischer Politiker                                                                        | 69    |       |
| 15. März | Roy Hudd                                  | britischer Schauspieler und Komiker                                                                | 83    |       |
| 15. März | Hans Intorp                               | deutscher Mediziner                                                                                | 86    |       |
| 15. März | Wolf Kahn                                 | US-amerikanischer Maler                                                                            | 92    |       |
| 15. März | Werner Lensing                            | deutscher Politiker                                                                                | 81    |       |
| 15. März | Olvi Mangasarian                          | US-amerikanischer Mathematiker und Informatiker                                                    | 85    |       |
| 15. März | Jeremy Marre                              | britischer Fernsehregisseur, -produzent und Autor                                                  | 76    |       |
| 15. März | Affonso Arinos de Mello Franco            | brasilianischer Diplomat                                                                           | 89    |       |
| 15. März | Juozas Nekrošius                          | litauischer Dichter und Journalist                                                                 | 84    |       |
| 15. März | Yoshihiro Nitta                           | japanischer Philosoph                                                                              | 91    |       |
| 15. März | Phil Olsen                                | kanadischer Speerwerfer                                                                            | 63    |       |
| 15. März | Hans Prescher                             | deutscher Filmproduzent und Fernsehredakteur                                                       | 89    |       |
| 15. März | Heralde Schmitt-Ulms                      | deutsche Malerin, Objekt- und Installationskünstlerin                                              | 78    |       |
| 15. März | Andreas Weber                             | deutscher Informatiker und Mathematiker                                                            | 55    |       |
| 15. März | Barry Zweig                               | US-amerikanischer Jazzgitarrist                                                                    | 78    |       |
| 14. März | Ofer Bar-Yosef                            | israelisch-US-amerikanischer Archäologe                                                            | 82    |       |
| 14. März | Gustavo Bebianno                          | brasilianischer Politiker                                                                          | 56    |       |
| 14. März | Gerd Berendonck                           | deutscher Diplomat                                                                                 | 96    |       |
| 14. März | Ilse-Maria Dorfstecher                    | deutsche Galeristin, Kuratorin und Autorin                                                         | 88    | [ 1 ] |
| 14. März | Doriot Anthony Dwyer                      | US-amerikanische Flötistin                                                                         | 98    |       |
| 14. März | René Follet                               | belgischer Comiczeichner                                                                           | 88    |       |
| 14. März | Giancarlo Ghironzi                        | san-marinesischer Politiker                                                                        | 88    |       |
| 14. März | Mubashir Hasan                            | pakistanischer Politiker                                                                           | 98    |       |
| 14. März | Manfred Koch-Hillebrecht                  | deutscher Politikpsychologe                                                                        | 91    |       |
| 14. März | T. A. S. Mani                             | indischer Komponist, Musikproduzent und Perkussionist                                              | ≈84   |       |
| 14. März | Janusz Narzyński                          | polnischer Theologe                                                                                | 92    |       |
| 14. März | Eva Pilarová                              | tschechische Jazz- und Popsängerin                                                                 | 80    |       |
| 14. März | Genesis P-Orridge                         | britischer Musiker und Performancekünstler                                                         | 70    |       |
| 14. März | Mariano Puga                              | chilenischer Priester und Menschenrechtsaktivist                                                   | 88    |       |
| 14. März | Puthussery Ramachandran                   | indischer Dichter                                                                                  | 91    |       |
| 14. März | Chris Reed                                | japanisch-US-amerikanischer Eistänzer                                                              | 30    |       |
| 14. März | Witali Semjonowitsch Saikow               | sowjetisch-russischer Bildhauer                                                                    | 95    |       |
| 14. März | Frieder Soberger                          | deutscher Sänger                                                                                   | 95    |       |
| 14. März | Dieter Thomae                             | deutscher Politiker                                                                                | 79    |       |
| 14. März | Edwin Tobler                              | Schweizer Münzensammler und Numismatiker                                                           | 97    |       |
| 14. März | Artur Woll                                | deutscher Volkswirt                                                                                | 96    |       |
| 13. März | Melanie Becker                            | deutsche Physikerin                                                                                | 53    |       |
| 13. März | Lucien Braun                              | französischer Philosophiehistoriker                                                                | 97    |       |
| 13. März | Horst Felbermayr senior                   | österreichischer Unternehmer und Automobilrennfahrer                                               | 75    |       |
| 13. März | Heino von Damnitz                         | deutscher Maler und Zeichner                                                                       | 85    |       |
| 13. März | Georg Erhardt                             | Schweizer Kunstmaler, Grafiker und Illustrator                                                     | 75    |       |
| 13. März | Carmen Galin                              | rumänische Schauspielerin, Musikerin und Hörspielsprecherin                                        | 73    |       |
| 13. März | Barbara Clementine Harris                 | US-amerikanische Bischöfin                                                                         | 89    |       |
| 13. März | Giwi Margwelaschwili                      | deutsch-georgischer Schriftsteller und Philosoph                                                   | 92    |       |
| 13. März | Jim Mahaffey                              | US-amerikanischer Bridge-Spieler                                                                   | 83    |       |
| 13. März | Filippos Petsalnikos                      | griechischer Politiker                                                                             | 69    |       |
| 13. März | Mun Tŏk-su                                | südkoreanischer Lyriker                                                                            | 91    |       |
| 13. März | Richenel                                  | niederländischer Popsänger                                                                         | 62    |       |
| 13. März | Nasser Shabani                            | iranischer General                                                                                 | ≈63   |       |
| 13. März | Breonna Taylor                            | US-amerikanisches Todesopfer eines Polizeieinsatzes                                                | 26    |       |
| 13. März | Maria Francesca Tiepolo                   | italienische Paläografin                                                                           | 94    |       |
| 13. März | Elisabeth Walther                         | deutsche Politikerin und Managerin                                                                 | 93    |       |
| 13. März | Dana Zátopková                            | tschechoslowakische Leichtathletin                                                                 | 97    |       |
| 13. März | Hans Zürn                                 | deutscher Schauspieler                                                                             | 84    |       |
| 12. März | Bernhard Bergmann                         | deutscher Fußballspieler und -trainer                                                              | 71    |       |
| 12. März | Don Burrows                               | australischer Jazzmusiker                                                                          | 92    |       |
| 12. März | Jean-Michel Cambon                        | französischer Alpinist und Kletterer                                                               | 68    |       |
| 12. März | Franz Cromme                              | deutscher Jurist, Volkswirt und Politiker                                                          | 80    |       |
| 12. März | Alexander Gordon                          | britischer Adeliger                                                                                | 64    |       |
| 12. März | Hans Helzer                               | deutscher Politiker                                                                                | 92    |       |
| 12. März | Wolfgang Hofmann                          | deutscher Judoka                                                                                   | 78    |       |
| 12. März | Harald Holmann                            | deutscher Mathematiker                                                                             | 90    |       |
| 12. März | John Lyons                                | britischer Sprachwissenschaftler                                                                   | 87    |       |
| 12. März | Dorothy Maclean                           | kanadische Autorin                                                                                 | 100   |       |
| 12. März | Tonie Marshall                            | französische Schauspielerin, Sängerin, Drehbuchautorin und Regisseurin                             | 68    |       |
| 12. März | Pete Mitchell                             | britischer Radiomoderator                                                                          | 61    |       |
| 12. März | Hans Puttnies                             | deutscher Fotograf und Filmautor                                                                   | 73    |       |
| 12. März | Giovanni Battista Rabino                  | italienischer Politiker und Gewerkschaftsfunktionär                                                | 88    |       |
| 12. März | Karl Saurer                               | Schweizer Filmregisseur                                                                            | 76    |       |
| 12. März | Udo Stratmann                             | deutscher Anatom und Zahnmediziner                                                                 | 63    |       |
| 12. März | Danny Ray Thompson                        | US-amerikanischer Jazzmusiker                                                                      | 73    |       |
| 11. März | Stefano Bianco                            | italienischer Motorradrennfahrer                                                                   | 34    |       |
| 11. März | Dieter Bock von Lennep                    | deutscher Maler und Grafiker                                                                       | 74    |       |
| 11. März | Georg Eisenreich                          | deutscher Verwaltungsjurist                                                                        | 81    |       |
| 11. März | Hugo Fetting                              | deutscher Theaterwissenschaftler                                                                   |       |       |
| 11. März | József Gyuricza                           | ungarischer Fechter                                                                                | 86    |       |
| 11. März | Burkhard Hirsch                           | deutscher Politiker                                                                                | 89    |       |
| 11. März | Dieter Höss                               | deutscher Schriftsteller und Graphiker                                                             | 84    |       |
| 11. März | Irina Kiritschenko                        | russische Radrennfahrerin                                                                          | 82    |       |
| 11. März | Aarne Kainlauri                           | finnischer Leichtathlet                                                                            | 104   |       |
| 11. März | Peter H. Meurer                           | deutscher Kartographiehistoriker                                                                   | 68    |       |
| 11. März | Albino Morales                            | mexikanischer Fußballspieler                                                                       | 79    |       |
| 11. März | Drago J. Prelog                           | slowenisch-österreichischer Maler und Grafiker                                                     | 80    |       |
| 11. März | Tetjana Prorotschenko                     | ukrainische Leichtathletin                                                                         | 67    |       |
| 11. März | Sebastião Roque Rabelo Mendes             | brasilianischer Bischof                                                                            | 90    |       |
| 11. März | Michel Roux                               | französisch-britischer Koch                                                                        | 78    |       |
| 11. März | Ekkehard Schmidt                          | deutscher Politiker                                                                                | 77    |       |
| 11. März | Del Shofner                               | US-amerikanischer American-Football-Spieler                                                        | 85    |       |
| 11. März | Helmut Weigel                             | deutscher Komponist und Dirigent                                                                   | 103   |       |
| 11. März | Charles Wuorinen                          | US-amerikanischer Komponist, Pianist und Dirigent                                                  | 81    |       |
| 11. März | Boris Yaro                                | US-amerikanischer Fotograf                                                                         | 81    |       |
| 10. März | Arnold Auer                               | österreichischer Politiker                                                                         | 64    |       |
| 10. März | Winfried Bauernfeind                      | deutscher Opernregisseur                                                                           | 85    |       |
| 10. März | Ulrich Becker                             | deutsch-US-amerikanischer Physiker                                                                 | 81    |       |
| 10. März | Alessandro Criscuolo                      | italienischer Verfassungsrichter                                                                   | 82    |       |
| 10. März | Eva                                       | deutsche Chansonsängerin                                                                           | 76    |       |
| 10. März | Charles B. Harris                         | US-amerikanischer Physikochemiker                                                                  | 79    |       |
| 10. März | Georg Hohlneicher                         | deutscher Chemiker                                                                                 | 83    |       |
| 10. März | Hanns-Peter Hüster                        | deutscher Kinobetreiber                                                                            | ≈84   |       |
| 10. März | J. Seward Johnson Jr.                     | US-amerikanischer Bildhauer                                                                        | 89    |       |
| 10. März | Mohammad Kiavash                          | iranischer Politiker                                                                               | ≈90   |       |
| 10. März | Hyun Kil-un                               | südkoreanischer Schriftsteller                                                                     | 80    |       |
| 10. März | Kurt Liander                              | schwedischer Fußballspieler und -trainer                                                           | 88    |       |
| 10. März | Karl Miltner                              | deutscher Politiker                                                                                | 90    |       |
| 10. März | Franz Mönks                               | deutsch-niederländischer Psychologe                                                                | 87    |       |
| 10. März | Marcelo Peralta                           | argentinischer Saxophonist                                                                         | 59    |       |
| 10. März | Gražina Ručytė-Landsbergienė              | litauische Pianistin und Musikpädagogin                                                            | 90    |       |
| 10. März | Frank-Otto Schenk                         | deutscher Schauspieler und Synchronsprecher                                                        | 76    |       |
| 10. März | Mal Sharpe                                | US-amerikanischer Jazzmusiker, Komiker und Fernsehmoderator                                        | 83    |       |
| 9. März  | Donald A. Bailey                          | US-amerikanischer Politiker                                                                        | 74    |       |
| 9. März  | John Alexius Bathersby                    | australischer Erzbischof                                                                           | 83    |       |
| 9. März  | Hartmut Bietz                             | deutscher Komponist                                                                                | 77    |       |
| 9. März  | Lorenzo Brino                             | US-amerikanischer Schauspieler                                                                     | 21    |       |
| 9. März  | Anton Coppola                             | US-amerikanischer Komponist                                                                        | 102   |       |
| 9. März  | Italo De Zan                              | italienischer Radrennfahrer                                                                        | 94    |       |
| 9. März  | Hans Georg Fuchs                          | österreichischer Politiker                                                                         | 87    |       |
| 9. März  | Pia Angela Göktürk                        | deutsche Sozial- und Sprachwissenschaftlerin                                                       | 92    |       |
| 9. März  | Daniel S. Greenberg                       | US-amerikanischer Journalist, Herausgeber und Autor                                                | 88    |       |
| 9. März  | Richard Kenneth Guy                       | britischer Mathematiker                                                                            | 103   |       |
| 9. März  | Şevket Kazan                              | türkischer Politiker                                                                               | 86    |       |
| 9. März  | José Jiménez Lozano                       | spanischer Schriftsteller                                                                          | 89    |       |
| 9. März  | Gary B. Kibbe                             | US-amerikanischer Kameramann                                                                       | 79    |       |
| 9. März  | Keith Olsen                               | US-amerikanischer Musikproduzent und Toningenieur                                                  | 74    |       |
| 9. März  | Mohammad-Reza Rahchamani                  | iranischer Mediziner und Politiker                                                                 | 67    |       |
| 9. März  | Dietmar Rothermund                        | deutscher Historiker und Indologe                                                                  | 87    |       |
| 9. März  | Irene Salzmann                            | deutsche Eiskunstläuferin und Eiskunstlauftrainerin                                                | 92    |       |
| 9. März  | Koichi Sugimura                           | japanischer Karateka                                                                               | 79    |       |
| 9. März  | Eric Taylor                               | US-amerikanischer Singer-Songwriter                                                                | 70    |       |
| 9. März  | Italo De Zan                              | italienischer Radrennfahrer                                                                        | 94    |       |
| 8. März  | Hans Raj Bhardwaj                         | indischer Politiker                                                                                | 82    |       |
| 8. März  | Molly Brodack                             | US-amerikanische Dichterin                                                                         | 39    |       |
| 8. März  | Clementino dos Reis Amaral                | osttimoresischer Politiker                                                                         | ?     |       |
| 8. März  | Reinhard Giebel                           | deutscher Pianist und Autor                                                                        | 80    |       |
| 8. März  | Hilmar Lemke                              | deutscher Biologe und Immunologe                                                                   | 79    |       |
| 8. März  | Markoosie Patsauq                         | kanadischer Schriftsteller                                                                         | 78    |       |
| 8. März  | Horst Schäfer                             | deutscher Journalist                                                                               | 89    |       |
| 8. März  | Max von Sydow                             | schwedischer Schauspieler                                                                          | 90    |       |
| 8. März  | Aldo Volpini                              | italienischer Violinist                                                                            | 68    |       |
| 8. März  | Zdenka Vučković                           | jugoslawische Sängerin                                                                             | 77    |       |
| 7. März  | Charlie Baty                              | US-amerikanischer Bluesgitarrist                                                                   | 66    |       |
| 7. März  | Roger Bour                                | französischer Herpetologe                                                                          | 72    |       |
| 7. März  | Mart Crowley                              | US-amerikanischer Dramatiker                                                                       | 84    |       |
| 7. März  | Romen Dawtjan                             | armenischer Komponist und Hochschullehrer                                                          | 82    |       |
| 7. März  | Karl Goldammer                            | österreichischer Maler und Lithograf                                                               | 70    |       |
| 7. März  | Nelson Leirner                            | brasilianischer Künstler                                                                           | 88    |       |
| 7. März  | John Manners                              | britischer Cricketspieler                                                                          | 105   |       |
| 7. März  | Jair Marinho                              | brasilianischer Fußballspieler                                                                     | 83    |       |
| 7. März  | Chineme Martins                           | nigerianischer Fußballspieler                                                                      | 22    |       |
| 7. März  | Hans-Heinrich Otte                        | deutscher Volkswirt und Wirtschaftsprüfer                                                          | 94    |       |
| 7. März  | Fatemeh Rahbar                            | iranische Politikerin                                                                              | 55    |       |
| 7. März  | Carlson Reinhard                          | deutscher Journalist und Autor                                                                     | 67    |       |
| 7. März  | Karlheinz Rothausen                       | deutscher Paläontologe                                                                             | 91    |       |
| 7. März  | Klaus Schuhmann                           | deutscher Germanist                                                                                | 84    |       |
| 7. März  | Burghard Vilmar                           | deutscher Jurist und Politiker                                                                     | 86    |       |
| 7. März  | Hans Joachim Werbke                       | deutscher Journalist                                                                               | 94    |       |
| 7. März  | Gerhard Martin Zimmer                     | deutscher Berufsbildungsforscher, Ingenieur und Psychologe                                         | 77    |       |
| 6. März  | Jack Buechner                             | US-amerikanischer Politiker                                                                        | 79    |       |
| 6. März  | Miriam Czock                              | deutsche Mediävistin                                                                               | 43    |       |
| 6. März  | Eckhard Fasold                            | deutscher Politiker                                                                                | 83    |       |
| 6. März  | Christine Goetz                           | deutsche Kunsthistorikerin                                                                         | 67    |       |
| 6. März  | Werner Grunert                            | deutscher Politiker und Liedermacher                                                               | 99    |       |
| 6. März  | Ingeborg Leuthold                         | deutsche Künstlerin                                                                                | 94    |       |
| 6. März  | Hildegard Matthäus                        | deutsche Politikerin                                                                               | 85    |       |
| 6. März  | Magdaleno Mercado                         | mexikanischer Fußballspieler                                                                       | 75    |       |
| 6. März  | Rolf Osterwald                            | deutscher Pädagoge, Chemiedidaktiker und Autor                                                     | 96    |       |
| 6. März  | David Paul                                | US-amerikanischer Bodybuilder, Schauspieler, Künstler und Fotograf                                 | 62    |       |
| 6. März  | Gisela Pelzl                              | deutsche Basketballspielerin                                                                       | 80    |       |
| 6. März  | Henri Richard                             | kanadischer Eishockeyspieler                                                                       | 84    |       |
| 6. März  | Manfred Scheich                           | österreichischer Diplomat                                                                          | 86    |       |
| 6. März  | Gerd Schnack                              | deutscher Mediziner                                                                                | 85    |       |
| 6. März  | Karl Schwab                               | österreichischer Politiker                                                                         | 83    |       |
| 6. März  | Jonty SkruFFF                             | britischer DJ, Musikproduzent und -journalist                                                      | ?     |       |
| 6. März  | Peter David Smith                         | britischer Erzbischof                                                                              | 76    |       |
| 6. März  | Gabriele Stein                            | deutsche Anglistin                                                                                 | 78    |       |
| 6. März  | Tom Turnipseed                            | US-amerikanischer Politiker und Jurist                                                             | 83    |       |
| 6. März  | McCoy Tyner                               | US-amerikanischer Jazzpianist und Komponist                                                        | 81    |       |
| 6. März  | Patrick Wright, Baron Wright of Richmond  | britischer Diplomat, Politiker und Life Peer                                                       | 88    |       |
| 5. März  | Solomon Berewa                            | sierra-leonischer Politiker                                                                        | 81    |       |
| 5. März  | Manfred Bogisch                           | deutscher Historiker Parteifunktionär                                                              | 86    |       |
| 5. März  | Emilio Caprile                            | italienischer Fußballspieler                                                                       | 91    |       |
| 5. März  | Lambros Comitas                           | US-amerikanischer Anthropologe                                                                     | 92    |       |
| 5. März  | Jeanette Fitzsimons                       | neuseeländische Umweltschützerin und Politikerin                                                   | 75    |       |
| 5. März  | Robert Funk                               | deutscher Bibliothekswissenschaftler                                                               | 77    |       |
| 5. März  | Liselot Huchthausen                       | deutsche klassische Philologin und Althistorikerin                                                 | 92    |       |
| 5. März  | Elmar Kopp                                | österreichischer Maler und Bildhauer                                                               | 90    |       |
| 5. März  | Gray Kunz                                 | Schweizer Koch                                                                                     | 65    |       |
| 5. März  | Susanna Majuri                            | finnische Fotografin                                                                               | 41    |       |
| 5. März  | Alberto Martínez                          | spanischer Motorradrennfahrer                                                                      | 42    |       |
| 5. März  | Ted Moses                                 | US-amerikanischer Jazzmusiker                                                                      | 76    |       |
| 5. März  | Lewan Mosseschwili                        | sowjetischer bzw. georgischer Basketballspieler und -trainer                                       | 79    |       |
| 5. März  | Antonio Permunian                         | Schweizer Fußballspieler                                                                           | 89    |       |
| 5. März  | Toni Schimpl                              | deutscher Politiker                                                                                | 77    |       |
| 5. März  | Alejandro Sieveking Campano               | chilenischer Dramaturg und Schauspieler                                                            | 85    |       |
| 5. März  | Hussein Sheikholeslam                     | iranischer Diplomat und Politiker                                                                  | 67    |       |
| 5. März  | Heribert Trubrig                          | österreichischer Fußballspieler                                                                    | 84    |       |
| 4. März  | Walter Bachmeier                          | deutscher Schriftsteller                                                                           | 62    |       |
| 4. März  | David Bentley                             | britischer Theologe                                                                                | 84    |       |
| 4. März  | Stefan Borucz                             | polnischer Radrennfahrer                                                                           | 88    |       |
| 4. März  | Jürgen Breinig                            | deutscher Fußballspieler und -trainer                                                              | 71    |       |
| 4. März  | Edda Colditz                              | deutsche Bühnen- und Kostümbildnerin, Fachschullehrerin und Malerin                                | 79    |       |
| 4. März  | Helmuth Euler                             | deutscher Sachbuchautor, Fotograf und Filmemacher                                                  | 86    |       |
| 4. März  | Amo Houghton                              | US-amerikanischer Politiker                                                                        | 93    |       |
| 4. März  | Walter Hubmann                            | österreichischer Skitrainer                                                                        | 61    |       |
| 4. März  | Hans Joachim Kujath                       | deutscher Regionalökonom                                                                           | 77    |       |
| 4. März  | Barbara Martin                            | US-amerikanische Sängerin                                                                          | 76    |       |
| 4. März  | Tita Maya                                 | kolumbianische Musikpädagogin, -produzentin und Komponistin                                        | 60    |       |
| 4. März  | Javier Pérez de Cuéllar                   | peruanischer Diplomat und Politiker                                                                | 100   |       |
| 4. März  | Karl Röttel                               | deutscher Heimat- und Grenzsteinforscher                                                           | 80    |       |
| 4. März  | Erich Rohe                                | deutscher Fußballspieler                                                                           | 82    |       |
| 4. März  | Robert Schawlakadse                       | sowjetischer Leichtathlet                                                                          | 86    |       |
| 4. März  | Hans Alois Schieser                       | deutscher Erziehungswissenschaftler                                                                | 88    |       |
| 4. März  | Daniel Skifte                             | grönländischer Politiker, Lehrer und Skifahrer                                                     | 84    |       |
| 4. März  | Alexei Sorokin                            | sowjetischer bzw. russischer General                                                               | 97    |       |
| 4. März  | Rosalind P. Walter                        | US-amerikanische Philanthropin                                                                     | 95    |       |
| 3. März  | Bobbie Battista                           | US-amerikanische Journalistin und Moderatorin                                                      | 67    |       |
| 3. März  | Minoru Betsuyaku                          | japanischer Dramatiker                                                                             | 82    |       |
| 3. März  | Rafael Cancel Miranda                     | puerto-ricanischer Aktivist                                                                        | 89    |       |
| 3. März  | Michel Cullin                             | französischer Politikwissenschaftler                                                               | 75    |       |
| 3. März  | Freimut Duve                              | deutscher Publizist und Politiker                                                                  | 83    |       |
| 3. März  | Tekla Famiglietti                         | italienische Äbtissin                                                                              | 83    |       |
| 3. März  | Wolfgang Fasold                           | deutscher Akustiker                                                                                | 88    |       |
| 3. März  | Werner Fricke                             | deutscher Geograph                                                                                 | 92    |       |
| 3. März  | Stanisław Kania                           | polnischer Politiker                                                                               | 92    |       |
| 3. März  | Guy P. Marchal                            | Schweizer Historiker                                                                               | 81    |       |
| 3. März  | Günther Müller                            | deutscher Dirigent, Musikpädagoge und Musikwissenschaftler                                         | 95    |       |
| 3. März  | Nicolas Portal                            | französischer Radrennfahrer und Teamleiter                                                         | 40    |       |
| 3. März  | George Preti                              | US-amerikanischer Chemiker                                                                         | 75    |       |
| 3. März  | Peter Rau                                 | deutscher Journalist                                                                               | 75    |       |
| 3. März  | Diedrich Heinrich Schmidt                 | deutscher Mundartautor                                                                             | 86    | [ 2 ] |
| 3. März  | Harry Suhl                                | deutsch-US-amerikanischer Physiker                                                                 | 97    |       |
| 3. März  | Luis Trochón                              | uruguayischer Musiker und Theaterregisseur                                                         | 63    |       |
| 3. März  | Nicholas Tucci                            | US-amerikanischer Schauspieler                                                                     | 38    |       |
| 3. März  | Charles J. Urstadt                        | US-amerikanischer Unternehmer und Investor                                                         | 91    |       |
| 3. März  | Claus Weidensdorfer                       | deutscher Maler und Grafiker                                                                       | 88    |       |
| 3. März  | Frank Wössner                             | deutscher Manager                                                                                  | 78    |       |
| 2. März  | Gabriel Altmann                           | slowakisch-deutscher Linguist                                                                      | 88    |       |
| 2. März  | Eva Astor                                 | österreichische Schauspielerin und Schlagersängerin                                                | 75    |       |
| 2. März  | Tabea Blumenschein                        | deutsche Schauspielerin, Regisseurin und Autorin                                                   | 67    |       |
| 2. März  | Henry N. Cobb                             | US-amerikanischer Architekt                                                                        | 93    |       |
| 2. März  | Viktor Josef Dammertz                     | deutscher Bischof                                                                                  | 90    |       |
| 2. März  | Ursel Grohn                               | deutsche Kunsthistorikerin und Stiftungsgründerin                                                  | 95    |       |
| 2. März  | Toshirō Kanamori                          | japanischer Pädagoge                                                                               | ≈73   |       |
| 2. März  | Gerhard Kneitz                            | deutscher Biologe und Naturschützer                                                                | 85    |       |
| 2. März  | James Lipton                              | US-amerikanischer Talkmaster                                                                       | 93    |       |
| 2. März  | Farrell McElgunn                          | irischer Politiker                                                                                 | 88    |       |
| 2. März  | Mohammad Mirmohammadi                     | iranischer Politiker                                                                               | 71    |       |
| 2. März  | Barbara Neely                             | US-amerikanische Schriftstellerin und Aktivistin                                                   | 78    |       |
| 2. März  | Helga Oltrogge                            | deutsche Juristin                                                                                  | 78    |       |
| 2. März  | Vera Pless                                | US-amerikanische Mathematikerin                                                                    | 88    |       |
| 2. März  | Charles Trimble                           | US-amerikanischer Bürgerrechtsaktivist                                                             | 84    |       |
| 2. März  | Ulay                                      | deutscher Künstler                                                                                 | 76    |       |
| 2. März  | Susan Weinert                             | deutsche Jazzmusikerin                                                                             | 54    |       |
| 2. März  | Peter Wieland                             | deutscher Sänger, Entertainer und Musikpädagoge                                                    | 89    |       |
| 2. März  | Bertram Winde                             | deutscher Physiker                                                                                 | 94    | [ 3 ] |
| 2. März  | Suat Yalaz                                | türkischer Comiczeichner                                                                           | 88    |       |
| 1. März  | István Balsai                             | ungarischer Politiker                                                                              | 72    |       |
| 1. März  | Clara D. Bloomfield                       | US-amerikanische Medizinerin                                                                       | 77    |       |
| 1. März  | Carsten Bresch                            | deutscher Physiker und Genetiker                                                                   | 98    |       |
| 1. März  | Ernesto Cardenal                          | nicaraguanischer Priester, Politiker und Dichter                                                   | 95    |       |
| 1. März  | Sven Ivar Dysthe                          | norwegischer Designer                                                                              | 88    |       |
| 1. März  | Eberhard Figgemeier                       | deutscher Sportjournalist                                                                          | 73    |       |
| 1. März  | Jochen Fischer                            | deutscher Kommunalpolitiker                                                                        | 87    |       |
| 1. März  | Gotthardt Frühsorge                       | deutscher Germanist und Kulturhistoriker                                                           | 83    |       |
| 1. März  | Stefan Lindqvist                          | schwedischer Fußballspieler                                                                        | 52    |       |
| 1. März  | Josef Quadflieg                           | deutscher Religionspädagoge                                                                        | 95    |       |
| 1. März  | Siamand Rahman                            | iranischer paralympischer Gewichtheber                                                             | 31    |       |
| 1. März  | Stefan Schoblocher                        | ungarndeutscher Schriftsteller                                                                     | 82    |       |
| 1. März  | Jürgen Schwarz                            | deutscher Politikwissenschaftler                                                                   | 84    |       |
| 1. März  | Jack Surbeck                              | Schweizer Jazzmusiker                                                                              | 84    |       |
| 1. März  | Ron Webb                                  | australischer Radrennbahnkonstrukteur                                                              | 87    |       |
| 1. März  | Jack Welch                                | US-amerikanischer Manager                                                                          | 84    |       |

### Datum unbekannt
| Tag                             | Name               | Beruf, bekannt als                                                | Alter | Beleg |
| ------------------------------- | ------------------ | ----------------------------------------------------------------- | ----- | ----- |
| tot aufgefunden am 29. März     | Matthew Faber      | US-amerikanischer Schauspieler                                    | 47    |       |
| Tod bekannt gegeben am 28. März | Lou A. Kouvaris    | US-amerikanischer Gitarrist                                       | 65    |       |
| Tod bekannt gegeben am 26. März | Bill Martin        | britischer Songwriter und Musikverleger                           | 81    |       |
| Tod bekannt gegeben am 23. März | Richard Sharpe     | britischer Historiker und Diplomatiker                            | ≈66   |       |
| 20. März oder 21. März          | Pierre Truche      | französischer Staatsanwalt und Generalprokurator                  | 90    |       |
| Tod bekannt gegeben am 8. März  | Mica Ostojić       | jugoslawische bzw. serbische Sängerin                             | 76    |       |
| vor dem 2. März                 | Troy Collings      | neuseeländischer Fremdenführer                                    | 33    |       |
| März                            | Richard A. Gould   | US-amerikanischer Anthropologe und Archäologe                     | 80    |       |
| März                            | Dietrich Boxdorfer | deutscher Jurist und Hochschullehrer                              | 76    |       |
| März                            | Lutz Nosofsky      | deutscher Comiczeichner, Grafiker, Zeichner                       | ≈69   |       |
| März                            | Frank Reiche       | deutscher Boxer                                                   | 70    |       |
| März                            | Helga Trenkwalder  | österreichische Altorientalistin und Vorderasiatische Archäologin |       |       |